# Truchlení

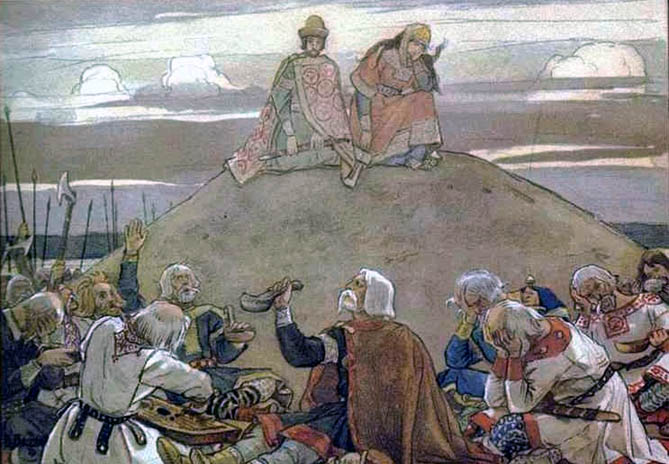
Tryzna na mohyle kyjevského vládce Olega (autor obrazu: Viktor Vasněcov)

Truchlení (z německého výrazu trauern „truchlit“) je emocionální reakce vyplývající ze ztráty zejména milované osoby a vyrovnávající se s danou situací. Doba truchlení závisí na osobnosti truchlícího, na síle jeho vazby ke ztracenému objektu a na místních kulturních zvyklostech. Smutek se může vztahovat i na úmrtí nebo výročí úmrtí důležitých osob, jakými jsou například místní vůdci, monarchové, náboženské osobnosti či jiné celebrity. Při takové příležitosti může být na veřejnosti držena minuta ticha nebo vyhlášen státní smutek.

## Zvyklosti

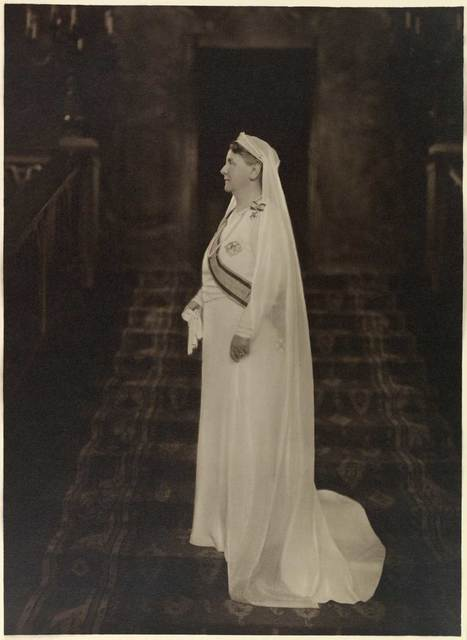
Vilemína Nizozemská, rok 1934

Od pozůstalých se většinou očekávalo, že se v období truchlení stáhnou do ústraní a nebudou se účastnit společenských zábav a her. Nošení černého oblečení je jedna z praktik používaná v mnoha zemích, ale v posledních letech některé obyčeje ustoupily a tradice se dodržuje jen zřídka.  Ve 20. století na území Česka platilo toto: Při plném smutku se nosil jen černý oděv půl roku po úmrtí nejbližších příbuzných; za vzdálenější příbuzné se smutek držel čtvrt roku nebo jen měsíc a stejnou dobu se nosil polosmutek (oděv šedý nebo jen odznaky smutku). Nepřípadné bylo oblékat děti do černého, protože „nemají smutku v srdci vůbec a je tu smutek pouhá směšná okázalost a je lépe, oblékají-li se bíle“. Také vztah rodičů  k dětem byl odlišný: „Protože děti tak často umíraly, rodiče nemohli investovat tolik citu do vztahu ke každému dítěti. Kdyby to prožívali jako rodiče dnes, překročila by prostě častá smrt jejich lidsky omezenou schopnost snášet utrpení. Musel tedy nutně být jejich vztah k jednotlivým dětem podle našich měřítek méně vřelý a láskyplný. A skutečně také byl.“
Bílá barva byla barvou nejhlubšího smutku mezi středověkými evropskými královnami a zůstala v tradici nizozemské královské rodiny i v 21. století. Na fotografii z roku 1934 je Vilemína Nizozemská ve smutku –  po smrti svého manžela Jindřicha Meklenbursko-Zvěřínského.
Všechno má svůj čas
... je čas plakat i čas smát se, čas truchlit i čas poskakovat;
Český ekumenický překlad Bible, Kniha Kazatel 3:4

## Cesty vedoucí ke smíření
V 21. století existuje tendence vyhnout se smutku a truchlení jako projevům slabosti či z nutnosti; tím částečně dochází k potlačení významu pohřebních rituálů a truchlení. V této souvislosti je dobré si uvědomovat, že i smutek může léčit. Pozůstalí, kteří plně prožijí svůj smutek a dovolí lidem kolem sebe projevit jim lásku a soucítění v jejich obtížné situaci, mají lepší šance smutek zdravě ukončit a najít si cestu do dalšího života.
Dr. Alan Wolfelt uvádí 6 kroků truchlení, které vedou ke smíření s životní ztrátou:
1. uznání reality smrti,
2. posun vstříc bolesti ze ztráty,
3. vzpomínání na zesnulého,
4. vytvoření nové identity,
5. hledání smyslu a
6. trvalá podpora ze strany ostatních.
V České republice, podobně jako v Anglii či Německu, chyběla v roce 2012 pravidla, jak pomoci pozůstalým se s danou situací vyrovnat. Sociální znalosti se vytratily a společenská objednávka jednoznačně vyžaduje co nejrychlejší řešení, které v běžném sociálním prostředí chybí.